# PZ Большой Медведицы
PZ Большой Медведицы (лат. PZ Ursae Majoris) — двойная затменная переменная звезда типа W Большой Медведицы (EW) в созвездии Большой Медведицы на расстоянии приблизительно 1057 световых лет (около 324 парсеков) от Солнца. Видимая звёздная величина звезды — от +13,4m до +12,5m. Орбитальный период — около 0,2627 суток (6,3048 часов).